# Lijst van Amerikaanse ministers van Buitenlandse Zaken
De minister van Buitenlandse Zaken (Engels: Secretary of State) leidt het ministerie van Buitenlandse Zaken van de Verenigde Staten.
De minister van Buitenlandse Zaken is formeel de hoogste in rang in het kabinet van de president van de Verenigde Staten. In het geval dat de president moet worden opgevolgd is deze minister de vierde in lijn van successie, na de vicepresident van de Verenigde Staten, de voorzitter van het Huis van Afgevaardigden en de president pro tempore van de Senaat. Het aftreden van een president kan volgens de wet alleen worden geaccepteerd door een officiële brief gericht aan de minister van Buitenlandse Zaken. Dit is slechts eenmaal voorgekomen, op 9 augustus 1974 stuurde Richard Nixon aan zijn minister van Buitenlandse Zaken Henry Kissinger een brief waar hij zijn aftreden bekend maakte nadat zijn positie door het Watergateschandaal onhoudbaar was geworden. 
| Nr.   | Minister van Buitenlandse Zaken Secretary of State | Minister van Buitenlandse Zaken Secretary of State | Minister van Buitenlandse Zaken Secretary of State | Ambtstermijn                       | Ambtstermijn      | Partij(en)                      | President(en)                         | Kabinet(en)          |
| ----- | -------------------------------------------------- | -------------------------------------------------- | -------------------------------------------------- | ---------------------------------- | ----------------- | ------------------------------- | ------------------------------------- | -------------------- |
| [ 1 ] |                                                    | John Jay                                           | John Jay (1745–1829)                               | 7 mei 1784                         | 22 maart 1790     | F                               | George Washington (1789–1797)         | Washington           |
| 1     |                                                    | Thomas Jefferson                                   | Thomas Jefferson (1743–1826)                       | 22 maart 1790                      | 31 december 1793  | DR                              | George Washington (1789–1797)         | Washington           |
| 2     |                                                    | Edmund Randolph                                    | Edmund Randolph (1753–1813)                        | 31 december 1793                   | 20 augustus 1795  | F                               | George Washington (1789–1797)         | Washington           |
| 3     |                                                    | Timothy Pickering                                  | Timothy Pickering (1745–1829)                      | 20 augustus 1795                   | 12 mei 1800       | F                               | George Washington (1789–1797)         | Washington           |
| 3     | F                                                  | Timothy Pickering                                  | Timothy Pickering (1745–1829)                      | 20 augustus 1795                   | 12 mei 1800       | John Adams (1797–1801)          | J. Adams                              |                      |
| [ 1 ] |                                                    | Charles Lee                                        | Charles Lee (1758–1815)                            | 12 mei 1800                        | 13 juni 1800      | John Adams (1797–1801)          | J. Adams                              | F                    |
| 4     |                                                    | John Marshall                                      | John Marshall (1755–1835)                          | 13 juni 1800                       | 4 maart 1801      | John Adams (1797–1801)          | J. Adams                              | F                    |
| [ 1 ] |                                                    | Levi Lincoln sr.                                   | Levi Lincoln sr. (1749–1820)                       | 4 maart 1801                       | 1 mei 1801        | DR                              | Thomas Jefferson (1801–1809)          | Jefferson            |
| 5     |                                                    | James Madison                                      | James Madison (1751–1836)                          | 1 mei 1801                         | 4 maart 1809      | DR                              | Thomas Jefferson (1801–1809)          | Jefferson            |
| 6     |                                                    | Robert Smith                                       | Robert Smith (1757–1842)                           | 4 maart 1809                       | 1 april 1811      | DR                              | James Madison (1809–17)               | Madison              |
| 7     |                                                    | James Monroe                                       | James Monroe (1758–1831)                           | 1 april 1811                       | 4 maart 1817      | DR                              | James Madison (1809–17)               | Madison              |
| [ 1 ] |                                                    |                                                    | John Graham (1774–1820)                            | 4 maart 1817                       | 10 maart 1817     | O                               | James Monroe (1817–25)                | Monroe               |
| [ 1 ] |                                                    | Richard Rush                                       | Richard Rush (1780–1859)                           | 10 maart 1817                      | 22 september 1817 | F                               | James Monroe (1817–25)                | Monroe               |
| 8     |                                                    | John Quincy Adams                                  | John Quincy Adams (1767–1848)                      | 22 september 1817                  | 4 maart 1825      | DR                              | James Monroe (1817–25)                | Monroe               |
| [ 1 ] |                                                    |                                                    | Daniel Brent (1770–1841)                           | 4 maart 1825                       | 8 maart 1825      | O                               | John Quincy Adams (1825–29)           | J.Q. Adams           |
| 9     |                                                    | Henry Clay                                         | Henry Clay (1777–1852)                             | 8 maart 1825                       | 4 maart 1829      | DR (1825–28)                    | John Quincy Adams (1825–29)           | J.Q. Adams           |
| 9     | NR (1828–29)                                       | Henry Clay                                         | Henry Clay (1777–1852)                             | 8 maart 1825                       | 4 maart 1829      |                                 | John Quincy Adams (1825–29)           | J.Q. Adams           |
| [ 1 ] |                                                    |                                                    | James Hamilton (1788–1878)                         | 4 maart 1829                       | 28 maart 1829     | D                               | Andrew Jackson (1829–1837)            | Jackson (1829–1837)  |
| 10    |                                                    | Martin Van Buren                                   | Martin Van Buren (1782–1862)                       | 28 maart 1829                      | 24 mei 1831       | D                               | Andrew Jackson (1829–1837)            | Jackson (1829–1837)  |
| 11    |                                                    | Edward Livingston                                  | Edward Livingston (1764–1836)                      | 24 mei 1831                        | 29 mei 1833       | D                               | Andrew Jackson (1829–1837)            | Jackson (1829–1837)  |
| 12    |                                                    | Louis McLane                                       | Louis McLane (1786–1857)                           | 29 mei 1833                        | 1 juli 1834       | D                               | Andrew Jackson (1829–1837)            | Jackson (1829–1837)  |
| 13    |                                                    | John Forsyth                                       | John Forsyth (1780–1841)                           | 1 juli 1834                        | 4 maart 1841      | D                               | Andrew Jackson (1829–1837)            | Jackson (1829–1837)  |
| 13    | D                                                  | John Forsyth                                       | John Forsyth (1780–1841)                           | 1 juli 1834                        | 4 maart 1841      | Martin Van Buren (1837–1841)    | Van Buren                             |                      |
| [ 1 ] |                                                    |                                                    | Jacob Martin (1784–1848)                           | 4 maart 1841                       | 8 maart 1841      | O                               | William Henry Harrison (1841)         | W.H. Harrison (1841) |
| 14    |                                                    | Daniel Webster                                     | Daniel Webster (1782–1852)                         | 8 maart 1841                       | 8 mei 1843        | W                               | William Henry Harrison (1841)         | W.H. Harrison (1841) |
| 14    | W                                                  | Daniel Webster                                     | Daniel Webster (1782–1852)                         | 8 maart 1841                       | 8 mei 1843        | John Tyler (1841–1845)          | Tyler                                 |                      |
| [ 1 ] |                                                    | Hugh Legaré                                        | Hugh Legaré (1797–1843)                            | 8 mei 1843                         | 20 juni 1843      | John Tyler (1841–1845)          | Tyler                                 | D                    |
| [ 1 ] |                                                    |                                                    | William Derrick (1802–1852)                        | 20 juni 1843                       | 24 juni 1843      | John Tyler (1841–1845)          | Tyler                                 | O                    |
| 15    |                                                    | Abel Upshur                                        | Abel Upshur (1790–1844)                            | 24 juni 1843                       | 28 februari 1844  | John Tyler (1841–1845)          | Tyler                                 | W                    |
| [ 1 ] |                                                    | John Nelson                                        | John Nelson (1791–1860)                            | 28 februari 1844                   | 1 april 1844      | John Tyler (1841–1845)          | Tyler                                 | W                    |
| 16    |                                                    | John Calhoun                                       | John Calhoun (1782–1850)                           | 1 april 1844                       | 10 maart 1845     | John Tyler (1841–1845)          | Tyler                                 | D                    |
| 16    | D                                                  | John Calhoun                                       | John Calhoun (1782–1850)                           | 1 april 1844                       | 10 maart 1845     | James Polk (1845–1849)          | Polk                                  |                      |
| 17    |                                                    | James Buchanan                                     | James Buchanan (1791–1868)                         | 10 maart 1845                      | 8 maart 1849      | James Polk (1845–1849)          | Polk                                  | D                    |
| 17    | D                                                  | James Buchanan                                     | James Buchanan (1791–1868)                         | 10 maart 1845                      | 8 maart 1849      | Zachary Taylor (1849–1850)      | Taylor                                |                      |
| 18    |                                                    | John Clayton                                       | John Clayton (1796–1856)                           | 8 maart 1849                       | 22 juli 1850      | Zachary Taylor (1849–1850)      | Taylor                                | W                    |
| 18    | W                                                  | John Clayton                                       | John Clayton (1796–1856)                           | 8 maart 1849                       | 22 juli 1850      | Millard Fillmore (1850–1853)    | Fillmore                              |                      |
| 19    |                                                    | Daniel Webster                                     | Daniel Webster (1782–1852)                         | 22 juli 1850                       | 24 oktober 1852   | Millard Fillmore (1850–1853)    | Fillmore                              | W                    |
| [ 1 ] |                                                    | Charles Conrad                                     | Charles Conrad (1804–1878)                         | 24 oktober 1852                    | 5 november 1852   | Millard Fillmore (1850–1853)    | Fillmore                              | W                    |
| 20    |                                                    | Edward Everett                                     | Edward Everett (1794–1865)                         | 5 november 1852                    | 4 maart 1853      | Millard Fillmore (1850–1853)    | Fillmore                              | W                    |
| [ 1 ] |                                                    | William Hunter                                     | William Hunter (1805–1886)                         | 4 maart 1853                       | 8 maart 1853      | O                               | Franklin Pierce (1853–1857)           | Pierce               |
| 21    |                                                    | William Marcy                                      | William Marcy (1786–1857)                          | 8 maart 1853                       | 6 maart 1857      | D                               | Franklin Pierce (1853–1857)           | Pierce               |
| 21    | D                                                  | William Marcy                                      | William Marcy (1786–1857)                          | 8 maart 1853                       | 6 maart 1857      | James Buchanan (1857–1861)      | Buchanan                              |                      |
| 22    |                                                    | Lewis Cass                                         | Lewis Cass (1782–1866)                             | 6 maart 1857                       | 14 december 1860  | James Buchanan (1857–1861)      | Buchanan                              | D                    |
| [ 1 ] |                                                    | William Hunter                                     | William Hunter (1805–1886)                         | 14 december 1860                   | 16 december 1860  | James Buchanan (1857–1861)      | Buchanan                              | O                    |
| 23    |                                                    | Jeremiah Black                                     | Jeremiah Black (1810–1883)                         | 16 december 1860                   | 4 maart 1861      | James Buchanan (1857–1861)      | Buchanan                              | D                    |
| 24    |                                                    | William Seward                                     | William Seward (1801–1872)                         | 4 maart 1861                       | 4 maart 1869      | R                               | Abraham Lincoln (1861–1865)           | Lincoln              |
| 24    | Andrew Johnson (1865–1869)                         | William Seward                                     | William Seward (1801–1872)                         | 4 maart 1861                       | 4 maart 1869      | R                               | A. Johnson                            |                      |
| 25    |                                                    | Elihu Washburne                                    | Elihu Washburne (1816–1887)                        | 4 maart 1869                       | 16 maart 1869     | R                               | Ulysses S. Grant (1869–1877)          | Grant                |
| 26    |                                                    | Hamilton Fish                                      | Hamilton Fish (1808–1893)                          | 16 maart 1869                      | 12 maart 1877     | R                               | Ulysses S. Grant (1869–1877)          | Grant                |
| 26    | R                                                  | Hamilton Fish                                      | Hamilton Fish (1808–1893)                          | 16 maart 1869                      | 12 maart 1877     | Rutherford Hayes (1877–1881)    | Hayes                                 |                      |
| 27    |                                                    | William Evarts                                     | William Evarts (1818–1901)                         | 12 maart 1877                      | 8 maart 1881      | Rutherford Hayes (1877–1881)    | Hayes                                 | R                    |
| 27    | R                                                  | William Evarts                                     | William Evarts (1818–1901)                         | 12 maart 1877                      | 8 maart 1881      | James Garfield (1881)           | Garfield                              |                      |
| 28    |                                                    | James Blaine                                       | James Blaine (1830–1893)                           | 8 maart 1881                       | 19 december 1881  | James Garfield (1881)           | Garfield                              | R                    |
| 28    | R                                                  | James Blaine                                       | James Blaine (1830–1893)                           | 8 maart 1881                       | 19 december 1881  | Chester Arthur (1881–1885)      | Arthur                                |                      |
| 29    |                                                    | Frederick Frelinghuysen II                         | Frederick Frelinghuysen II (1817–1885)             | 19 december 1881                   | 8 maart 1885      | Chester Arthur (1881–1885)      | Arthur                                | R                    |
| 29    | R                                                  | Frederick Frelinghuysen II                         | Frederick Frelinghuysen II (1817–1885)             | 19 december 1881                   | 8 maart 1885      | Grover Cleveland (1885–1889)    | Cleveland I                           |                      |
| 30    |                                                    | Thomas Bayard I                                    | Thomas Bayard I (1828–1898)                        | 8 maart 1885                       | 8 maart 1889      | Grover Cleveland (1885–1889)    | Cleveland I                           | D                    |
| 30    | D                                                  | Thomas Bayard I                                    | Thomas Bayard I (1828–1898)                        | 8 maart 1885                       | 8 maart 1889      | Benjamin Harrison (1889–1893)   | B. Harrison (1889–1893)               |                      |
| 31    |                                                    | James Blaine                                       | James Blaine (1830–1893)                           | 8 maart 1889                       | 4 juni 1892       | Benjamin Harrison (1889–1893)   | B. Harrison (1889–1893)               | R                    |
| [ 1 ] |                                                    | William Wharton                                    | William Wharton (1847–1919)                        | 4 juni 1892                        | 29 juni 1892      | Benjamin Harrison (1889–1893)   | B. Harrison (1889–1893)               | R                    |
| 32    |                                                    | John Foster                                        | John Foster (1836–1917)                            | 29 juni 1892                       | 23 februari 1893  | Benjamin Harrison (1889–1893)   | B. Harrison (1889–1893)               | R                    |
| [ 1 ] |                                                    | William Wharton                                    | William Wharton (1847–1919)                        | 23 februari 1893                   | 8 maart 1893      | Benjamin Harrison (1889–1893)   | B. Harrison (1889–1893)               | R                    |
| [ 1 ] | R                                                  | William Wharton                                    | William Wharton (1847–1919)                        | 23 februari 1893                   | 8 maart 1893      | Grover Cleveland (1893–1897)    | Cleveland II                          |                      |
| 33    |                                                    | Walter Gresham                                     | Walter Gresham (1832–1895)                         | 8 maart 1893                       | 28 mei 1895       | Grover Cleveland (1893–1897)    | Cleveland II                          | D                    |
| [ 1 ] |                                                    | Edwin Uhl                                          | Edwin Uhl (1841–1901)                              | 28 mei 1895                        | 10 juni 1895      | Grover Cleveland (1893–1897)    | Cleveland II                          | D                    |
| 34    |                                                    | Richard Olney                                      | Richard Olney (1835–1917)                          | 10 juni 1895                       | 4 maart 1897      | Grover Cleveland (1893–1897)    | Cleveland II                          | D                    |
| 35    |                                                    | John Sherman                                       | John Sherman (1823–1900)                           | 4 maart 1897                       | 28 april 1898     | R                               | William McKinley (1897–1901)          | McKinley             |
| 36    |                                                    | William Day                                        | William Day (1849–1923)                            | 28 april 1898                      | 16 september 1898 | R                               | William McKinley (1897–1901)          | McKinley             |
| [ 1 ] |                                                    | Alvey Adee                                         | Alvey Adee (1842–1924)                             | 16 september 1898                  | 30 september 1898 | O                               | William McKinley (1897–1901)          | McKinley             |
| 37    |                                                    | John Hay                                           | John Hay (1838–1905)                               | 30 september 1898                  | 1 juli 1905       | R                               | William McKinley (1897–1901)          | McKinley             |
| 37    | R                                                  | John Hay                                           | John Hay (1838–1905)                               | 30 september 1898                  | 1 juli 1905       | Theodore Roosevelt (1901–1909)  | T. Roosevelt (1901–1909)              |                      |
| [ 1 ] |                                                    | Francis Loomis                                     | Francis Loomis (1861–1948)                         | 1 juli 1905                        | 18 juli 1905      | Theodore Roosevelt (1901–1909)  | T. Roosevelt (1901–1909)              | R                    |
| 38    |                                                    | Elihu Root                                         | Elihu Root (1845–1937)                             | 18 juli 1905                       | 27 januari 1909   | Theodore Roosevelt (1901–1909)  | T. Roosevelt (1901–1909)              | R                    |
| 39    |                                                    | Robert Bacon                                       | Robert Bacon (1860–1919)                           | 27 januari 1909                    | 6 maart 1909      | Theodore Roosevelt (1901–1909)  | T. Roosevelt (1901–1909)              | R                    |
| 39    | R                                                  | Robert Bacon                                       | Robert Bacon (1860–1919)                           | 27 januari 1909                    | 6 maart 1909      | William Howard Taft (1909–1913) | Taft (1909–1913)                      |                      |
| 40    |                                                    | Philander Know                                     | Philander Knox (1853–1921)                         | 6 maart 1909                       | 4 maart 1913      | William Howard Taft (1909–1913) | Taft (1909–1913)                      | R                    |
| 41    |                                                    | William Jennings Bryan                             | William Jennings Bryan (1860–1925)                 | 4 maart 1913                       | 9 juni 1915       | D                               | Woodrow Wilson (1913–1921)            | Wilson               |
| 42    |                                                    | Robert Lansing                                     | Robert Lansing (1864–1928)                         | 9 juni 1915                        | 14 februari 1920  | D                               | Woodrow Wilson (1913–1921)            | Wilson               |
| [ 1 ] |                                                    | Frank Polk                                         | Frank Polk (1871–1943)                             | 14 februari 1920                   | 23 maart 1920     | D                               | Woodrow Wilson (1913–1921)            | Wilson               |
| 43    |                                                    | Bainbridge Colby                                   | Bainbridge Colby (1869–1950)                       | 23 maart 1920                      | 4 maart 1921      | D                               | Woodrow Wilson (1913–1921)            | Wilson               |
| 44    |                                                    | Charles Evans Hughes                               | Charles Evans Hughes (1862–1948)                   | 4 maart 1921                       | 4 maart 1925      | R                               | Warren Harding (1921–1923)            | Harding              |
| 44    | Calvin Coolidge (1923–1929)                        | Charles Evans Hughes                               | Charles Evans Hughes (1862–1948)                   | 4 maart 1921                       | 4 maart 1925      | R                               | Coolidge                              |                      |
| 45    | Calvin Coolidge (1923–1929)                        |                                                    | Frank Billings Kellogg                             | Frank Billings Kellogg (1856–1937) | 4 maart 1925      | 28 maart 1929                   | Coolidge                              | R                    |
| 45    | R                                                  | Herbert Hoover (1929–1933)                         | Frank Billings Kellogg                             | Frank Billings Kellogg (1856–1937) | 4 maart 1925      | 28 maart 1929                   | Hoover                                |                      |
| 46    |                                                    | Herbert Hoover (1929–1933)                         | Henry Stimson                                      | Henry Stimson (1867–1950)          | 28 maart 1929     | 4 maart 1933                    | Hoover                                | R                    |
| 47    |                                                    | Cordell Hull                                       | Cordell Hull (1871–1955)                           | 4 maart 1933                       | 1 december 1944   | D                               | Franklin Delano Roosevelt (1933–1945) | F.D. Roosevelt       |
| 48    |                                                    | Edward Stettinius                                  | Edward Stettinius (1900–1949)                      | 1 december 1944                    | 28 juni 1945      | D                               | Franklin Delano Roosevelt (1933–1945) | F.D. Roosevelt       |
| 48    |                                                    | Edward Stettinius                                  | Edward Stettinius (1900–1949)                      | 1 december 1944                    | 28 juni 1945      | D                               | Harry S. Truman (1945–1953)           | Truman               |
| [ 1 ] |                                                    | Joseph Grew                                        | Joseph Grew (1880–1965)                            | 28 juni 1945                       | 3 juli 1945       | O                               | Harry S. Truman (1945–1953)           | Truman               |
| 49    |                                                    | James Byrnes                                       | James Byrnes (1882–1972)                           | 3 juli 1945                        | 20 januari 1947   | D                               | Harry S. Truman (1945–1953)           | Truman               |
| 50    |                                                    | George Marshall                                    | General of the Army George Marshall (1880–1959)    | 20 januari 1947                    | 20 januari 1949   | O                               | Harry S. Truman (1945–1953)           | Truman               |
| 51    |                                                    | Dean Acheson                                       | Dean Acheson (1893–1971)                           | 20 januari 1949                    | 20 januari 1953   | D                               | Harry S. Truman (1945–1953)           | Truman               |
| 52    |                                                    | John Foster Dulles                                 | John Foster Dulles (1888–1959)                     | 20 januari 1953                    | 22 april 1959     | R                               | Dwight D. Eisenhower (1953–1961)      | Eisenhower           |
| 53    |                                                    | Christian Herter                                   | Christian Herter (1895–1966)                       | 22 april 1959                      | 20 januari 1961   | R                               | Dwight D. Eisenhower (1953–1961)      | Eisenhower           |
| 54    |                                                    | Dean Rusk                                          | Dean Rusk (1909–1994)                              | 20 januari 1961                    | 20 januari 1969   | D                               | John F. Kennedy (1961–1963)           | Kennedy              |
| 54    | Lyndon B. Johnson (1963–1969)                      | Dean Rusk                                          | Dean Rusk (1909–1994)                              | 20 januari 1961                    | 20 januari 1969   | D                               | L.B. Johnson                          |                      |
| 55    |                                                    | William Pierce Rogers                              | William Pierce Rogers (1913–2001)                  | 20 januari 1969                    | 3 september 1973  | R                               | Richard Nixon (1969–1974)             | Nixon                |
| [ 1 ] |                                                    | Kenneth Rush                                       | Kenneth Rush (1910–1994)                           | 3 september 1973                   | 22 september 1973 | R                               | Richard Nixon (1969–1974)             | Nixon                |
| 56    |                                                    | Henry Kissinger                                    | Henry Kissinger (1923–2023)                        | 22 september 1973                  | 20 januari 1977   | R                               | Richard Nixon (1969–1974)             | Nixon                |
| 56    |                                                    | Henry Kissinger                                    | Henry Kissinger (1923–2023)                        | 22 september 1973                  | 20 januari 1977   | R                               | Gerald Ford (1974–1977)               | Ford                 |
| 57    |                                                    | Cyrus Vance                                        | Cyrus Vance (1917–2002)                            | 20 januari 1977                    | 28 april 1980     | D                               | Jimmy Carter (1977–1981)              | Carter               |
| [ 1 ] |                                                    | Warren Christopher                                 | Warren Christopher (1925–2011)                     | 28 april 1980                      | 8 mei 1980        | D                               | Jimmy Carter (1977–1981)              | Carter               |
| 58    |                                                    | Edmund Muskie                                      | Edmund Muskie (1914–1996)                          | 8 mei 1980                         | 20 januari 1981   | D                               | Jimmy Carter (1977–1981)              | Carter               |
| 59    |                                                    | Alexander Haig                                     | Alexander Haig (1924–2010)                         | 20 januari 1981                    | 5 juli 1982       | R                               | Ronald Reagan (1981–1989)             | Reagan               |
| [ 1 ] |                                                    | Walter Stoessel                                    | Walter Stoessel (1920–1986)                        | 5 juli 1982                        | 16 juli 1982      | O                               | Ronald Reagan (1981–1989)             | Reagan               |
| 60    |                                                    | George Shultz                                      | George Shultz (1920–2021)                          | 16 juli 1982                       | 20 januari 1989   | R                               | Ronald Reagan (1981–1989)             | Reagan               |
| 61    |                                                    | James Baker                                        | James Baker (1930)                                 | 20 januari 1989                    | 23 augustus 1992  | R                               | George H.W. Bush (1989–1993)          | G.H.W. Bush          |
| 62    |                                                    | Lawrence Eagleburger                               | Lawrence Eagleburger (1930–2011)                   | 23 augustus 1992                   | 20 januari 1993   | R                               | George H.W. Bush (1989–1993)          | G.H.W. Bush          |
| 63    |                                                    | Warren Christopher                                 | Warren Christopher (1925–2011)                     | 20 januari 1993                    | 23 januari 1997   | D                               | Bill Clinton (1993–2001)              | Clinton              |
| 64    |                                                    | Madeleine Albright                                 | Madeleine Albright (1937–2022)                     | 23 januari 1997                    | 20 januari 2001   | D                               | Bill Clinton (1993–2001)              | Clinton              |
| 65    |                                                    | Colin Powell                                       | Colin Powell (1937–2021)                           | 20 januari 2001                    | 26 januari 2005   | R                               | George W. Bush (2001–2009)            | G.W. Bush            |
| 66    |                                                    | Condoleezza Rice                                   | Condoleezza Rice (1954)                            | 26 januari 2005                    | 20 januari 2009   | R                               | George W. Bush (2001–2009)            | G.W. Bush            |
| 67    |                                                    | Hillary Clinton                                    | Hillary Clinton (1947)                             | 20 januari 2009                    | 1 februari 2013   | D                               | Barack Obama (2009–2017)              | Obama                |
| 68    |                                                    | John Kerry                                         | John Kerry (1943)                                  | 1 februari 2013                    | 20 januari 2017   | D                               | Barack Obama (2009–2017)              | Obama                |
| [ 1 ] |                                                    | Thomas Shannon                                     | Tom Shannon (1958)                                 | 20 januari 2017                    | 1 februari 2017   | O                               | Donald Trump (2017–2021)              | Trump I              |
| 69    |                                                    | Rex Tillerson                                      | Rex Tillerson (1952)                               | 1 februari 2017                    | 1 april 2018      | R                               | Donald Trump (2017–2021)              | Trump I              |
| [ 1 ] |                                                    | John Sullivan                                      | John Sullivan (1959)                               | 1 april 2018                       | 26 april 2018     | R                               | Donald Trump (2017–2021)              | Trump I              |
| 70    |                                                    | Mike Pompeo                                        | Mike Pompeo (1963)                                 | 26 april 2018                      | 20 januari 2021   | R                               | Donald Trump (2017–2021)              | Trump I              |
| [ 1 ] |                                                    | Daniel Bennett Smith                               | Daniel Bennett Smith (1956)                        | 20 januari 2021                    | 26 januari 2021   | O                               | Joe Biden (2021–2025)                 | Biden                |
| 71    |                                                    | Antony Blinken                                     | Antony Blinken (1962)                              | 26 januari 2021                    | 20 januari 2025   | D                               | Joe Biden (2021–2025)                 | Biden                |
| [ 1 ] |                                                    | Lisa Kenna                                         | Lisa Kenna (1965)                                  | 20 januari 2025                    | 21 januari 2025   | O                               | Donald Trump (2025–heden)             | Trump II             |
| 72    |                                                    | Marco Rubio                                        | Marco Rubio (1971)                                 | 21 januari 2025                    | heden             | R                               | Donald Trump (2025–heden)             | Trump II             |

## Onderministers van Buitenlandse Zaken van de Verenigde Staten (1972–heden)
| Nr.    | Onderminister van Buitenlandse Zaken Deputy Secretary of State | Onderminister van Buitenlandse Zaken Deputy Secretary of State | Onderminister van Buitenlandse Zaken Deputy Secretary of State | Ambtstermijn      | Ambtstermijn      | Partij(en)              | President(en)                | Kabinet(en) |
| ------ | -------------------------------------------------------------- | -------------------------------------------------------------- | -------------------------------------------------------------- | ----------------- | ----------------- | ----------------------- | ---------------------------- | ----------- |
| 1      |                                                                | John Irwin                                                     | John Irwin (1913–2000)                                         | 12 juli 1972      | 1 februari 1973   | R                       | Richard Nixon (1969–1974)    | Nixon       |
| 2      |                                                                | Kenneth Rush                                                   | Kenneth Rush (1910–1994)                                       | 1 februari 1973   | 30 mei 1974       | R                       | Richard Nixon (1969–1974)    | Nixon       |
| Vacant |                                                                |                                                                |                                                                |                   |                   |                         | Richard Nixon (1969–1974)    | Nixon       |
| 3      |                                                                | Robert Ingersoll                                               | Robert Ingersoll (1914–2010)                                   | 10 juli 1974      | 31 maart 1976     | R                       | Richard Nixon (1969–1974)    | Nixon       |
| 3      | R                                                              | Robert Ingersoll                                               | Robert Ingersoll (1914–2010)                                   | 10 juli 1974      | 31 maart 1976     | Gerald Ford (1974–1977) | Ford                         |             |
| Vacant |                                                                |                                                                |                                                                |                   |                   | Gerald Ford (1974–1977) | Ford                         |             |
| 4      |                                                                | Charles Robinson                                               | Charles Robinson (1919–2014)                                   | 10 april 1976     | 20 januari 1977   | Gerald Ford (1974–1977) | Ford                         | R           |
| 5      |                                                                | Warren Christopher                                             | Warren Christopher (1925–2011)                                 | 20 januari 1977   | 23 januari 1981   | D                       | Jimmy Carter (1977–1981)     | Carter      |
| 6      |                                                                | William Clark                                                  | William Clark (1931–2013)                                      | 20 januari 1981   | 8 februari 1982   | R                       | Ronald Reagan (1981–1989)    | Reagan      |
| 7      |                                                                | Walter Stoessel                                                | Walter Stoessel (1920–1986)                                    | 8 februari 1982   | 22 september 1982 | O                       | Ronald Reagan (1981–1989)    | Reagan      |
| 8      |                                                                | Kenneth Dam                                                    | Kenneth Dam (1932–2022)                                        | 22 september 1982 | 15 juni 1985      | R                       | Ronald Reagan (1981–1989)    | Reagan      |
| Vacant |                                                                |                                                                |                                                                |                   |                   |                         | Ronald Reagan (1981–1989)    | Reagan      |
| 9      |                                                                | John Whitehead                                                 | John Whitehead (1922–2015)                                     | 10 juli 1985      | 20 januari 1989   | R                       | Ronald Reagan (1981–1989)    | Reagan      |
| 10     |                                                                | Lawrence Eagleburger                                           | Lawrence Eagleburger (1930–2011)                               | 20 januari 1989   | 23 augustus 1992  | R                       | George H.W. Bush (1989–1993) | G.H.W. Bush |
| Vacant |                                                                |                                                                |                                                                |                   |                   |                         | George H.W. Bush (1989–1993) | G.H.W. Bush |
| 11     |                                                                | Clifton Wharton                                                | Clifton Wharton (1926–2024)                                    | 20 januari 1993   | 8 november 1993   | D                       | Bill Clinton (1993–2001)     | Clinton     |
| Vacant |                                                                |                                                                |                                                                |                   |                   |                         | Bill Clinton (1993–2001)     | Clinton     |
| 12     |                                                                | Strobe Talbott                                                 | Strobe Talbott (1946)                                          | 22 februari 1994  | 20 januari 2001   | D                       | Bill Clinton (1993–2001)     | Clinton     |
| 13     |                                                                | Richard Armitage                                               | Richard Armitage (1945–2025)                                   | 20 januari 2001   | 22 februari 2005  | R                       | George W. Bush (2001–2009)   | G.W. Bush   |
| 14     |                                                                | Robert Zoellick                                                | Robert Zoellick (1953)                                         | 22 februari 2005  | 6 juli 2006       | R                       | George W. Bush (2001–2009)   | G.W. Bush   |
| Vacant |                                                                |                                                                |                                                                |                   |                   |                         | George W. Bush (2001–2009)   | G.W. Bush   |
| 15     |                                                                | John Negroponte                                                | John Negroponte (1939)                                         | 13 februari 2007  | 20 januari 2009   | R                       | George W. Bush (2001–2009)   | G.W. Bush   |
| 16     |                                                                | Jim Steinberg                                                  | Jim Steinberg (1953)                                           | 20 januari 2009   | 30 juli 2011      | D                       | Barack Obama (2009–2017)     | Obama       |
| 17     |                                                                | William Joseph Burns                                           | William Joseph Burns (1956)                                    | 30 juli 2011      | 4 november 2014   | D                       | Barack Obama (2009–2017)     | Obama       |
| [ 1 ]  |                                                                | Wendy Sherman                                                  | Wendy Sherman (1949)                                           | 4 november 2014   | 10 januari 2015   | D                       | Barack Obama (2009–2017)     | Obama       |
| 18     |                                                                | Antony Blinken                                                 | Antony Blinken (1962)                                          | 10 januari 2015   | 20 januari 2017   | D                       | Barack Obama (2009–2017)     | Obama       |
| [ 1 ]  |                                                                | Thomas Shannon                                                 | Tom Shannon (1958)                                             | 20 januari 2017   | 23 mei 2017       | O                       | Donald Trump (2017–2021)     | Trump       |
| 19     |                                                                | John Sullivan                                                  | John Sullivan (1959)                                           | 23 mei 2017       | 20 december 2019  | R                       | Donald Trump (2017–2021)     | Trump       |
| 20     |                                                                | Stephen Biegun                                                 | Stephen Biegun (1963)                                          | 20 december 2019  | 20 januari 2021   | R                       | Donald Trump (2017–2021)     | Trump       |
| 21     |                                                                | Wendy Sherman                                                  | Wendy Sherman (1949)                                           | 20 januari 2021   | 28 juli 2023      | D                       | Joe Biden (2021–2025)        | Biden       |
| Vacant | Vacant                                                         | Vacant                                                         | Vacant                                                         | Vacant            | Vacant            | Vacant                  | Donald Trump (2025–heden)    | Trump II    |
| 22     |                                                                | Christopher Landau                                             | Christopher Landau (1963)                                      | 25 maart 2025     | heden             | R                       | Donald Trump (2025–heden)    | Trump II    |

Jefferson ·
Randolph ·
Pickering ·
Marshall ·
Madison ·
Smith ·
Monroe ·
Adams ·
Clay ·
Van Buren ·
Livingston ·
McLane ·
Forsyth ·
Webster ·
Upshur ·
Calhoun ·
Buchanan ·
Clayton ·
Webster ·
Everett ·
Marcy ·
Cass ·
Black ·
Seward ·
Washburne ·
Fish ·
Evarts ·
Blaine ·
Frelinghuysen ·
Bayard ·
Blaine ·
Foster ·
Gresham ·
Olney ·
Sherman ·
Day ·
Hay ·
Root ·
Bacon ·
Knox ·
Bryan ·
Lansing ·
Colby ·
Hughes ·
Kellogg ·
Stimson ·
Hull ·
Stettinius ·
Byrnes ·
Marshall ·
Acheson ·
Dulles ·
Herter ·
Rusk ·
Rogers ·
Kissinger ·
Vance ·
Muskie ·
Haig ·
Shultz ·
Baker ·
Eagleburger ·
Christopher ·
Albright ·
Powell ·
Rice ·
Clinton ·
Kerry ·
Tillerson ·
Pompeo ·
Blinken ·
Rubio